# زیردریایی یو-۶۰۱
زیردریایی یو-۶۰۱ (به انگلیسی: German submarine U-601) یک زیردریایی بود. این زیردریایی در سال ۱۹۴۱ ساخته شد.